# Rivarennes (Indre e Loira)
Rivarennes è un comune francese di 1 001 abitanti situato nel dipartimento dell'Indre e Loira nella regione del Centro-Valle della Loira.

## Società

### Evoluzione demografica
Abitanti censiti